# Чиекуркалнская водонапорная башня
Чиекуркалнская водонапорная башня - водонапорная башня в Чиекуркалнсе (район Риги), расположенная по адресу улица Гауяс, 21. Памятник архитекуры.

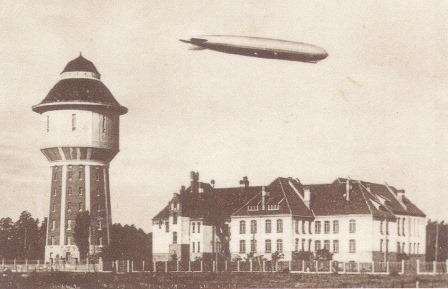
Водонапорная башня в 1930 году

## История
В 1912 году проект 54-метровой башни с резервуаром Инце II объёмом 2000 м³ разработал Вильгельм Бокслаф. Разрешение на строительство выдано 29 мая 1912 года. Работы были выполнены строительной фирмой Людвига Нейбурга и завершились в 1913 году. Башня в Чиекуркалнсе стала четвёртой и последней водонапорной башней, построенной по заказу Рижского самоуправления на рубеже XIX—XX веков.

## Архитектура
Чиекуркалнская башня является примером позднего югендстиля, в котором объединены различные стилистические приёмы. В её облике сочетаются характерные черты северного национального романтизма — использование красного клинкерного кирпича для основного объёма и грубо тесаного серого известняка в цоколе, архаизирующие формы каменных порталов, изначально крытых тёмной сланцевой черепицей, подчёркивание текстуры и цвета различных материалов.
Фасадное решение башни тесно связано с конструктивной системой: металлический каркас резервуара не только выполнял утилитарную функцию, но и был эстетически осмыслен. Его наклонные и вертикальные элементы окрашивались в контрастный по отношению к стенам цвет, что придавало фасаду выразительность и декоративность.

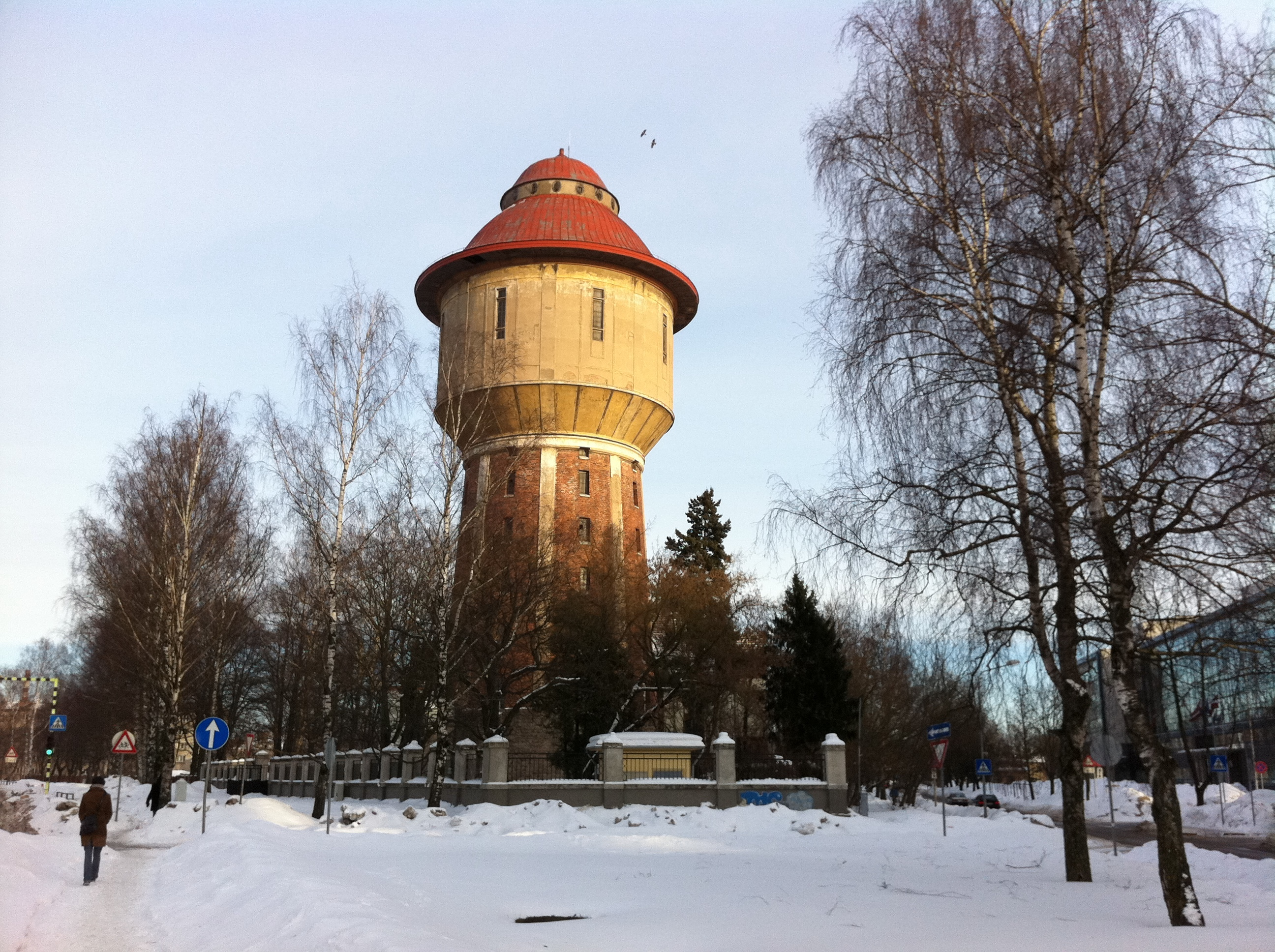
В 2011 году

Архитектурный облик башни отличается подчеркнутой вертикальностью, сложной конструкцией крыши и округлым силуэтом. В композиции фасадов используются и неоклассические приёмы, такие как белые оштукатуренные пилястры, создающие чёткий ритм и усиливающие вертикальную динамику. Входной портал из тщательно обработанного известняка решён в массивных архаизирующих формах; в тимпане высечен рельеф с центральными мотивами рижского герба — двумя башнями, воротами со львом, скрещёнными ключами, крестом и короной. Сам портал трактован как щит герба, а отдельные архитектурные элементы фасада перекликаются с его символикой. Крыша башни изогнутой конфигурации обеспечивает освещение.